# بخش مولانجه
بخش مولانجه (انگلیسی: Mulanje District) یکی از بخش‌های کشور مالاوی است.
این بخش ۲٬۰۵۶ کیلومتر مربع مساحت و ۴۲۸٬۳۲۲ نفر جمعیت دارد و مرکز آن شهر مولانجه می‌باشد.